# Lake Boondooma
Der Lake Boondooma ist ein Stausee im Südosten des australischen Bundesstaates Queensland. Er entstand 1983 nach dem Bau des Boondooma-Staudamms am Boyne River unterhalb der Mündung des Stuart River.
Der See besitzt eine Oberfläche von 10 km² und ein Stauvolumen von 204,2 Mio. m³. Die durchschnittliche Tiefe beträgt 11 m. Der See ist besonders schmal und tief um die Verdunstung zu begrenzen. Ein Seearm enthält viel stehendes Holz, der andere besitzt viele Felsen unter der Wasseroberfläche.

## Wasserversorgung
Der Stausee wurde zur Versorgung der Tarong Power Station angelegt und erhielt seinen Namen, wie viele ähnliche Seen, von den ursprünglichen Besitzern der Gegend. Er versorgt auch Bewässerungsanlagen für die Landwirtschaft in der Nähe mit Wasser.
Üblicherweise fließen täglich zwischen 50.000 und 80.000 m³ Wasser aus dem See in das Kraftwerk. Der Stausee wurde mit dem Western Corridor Recycled Water Project verbunden, um sicherzustellen, dass bei Dürren sowohl das Halten des notwendigen Wasserstandes als auch die Erzeugung von Strom möglich bleiben.
SunWater, der Betreiber des Stausees, führt gerade ein Programm zur Erhöhung des Stauvolumens durch, um die neuen gesetzlichen Vorschriften zur Staudammsicherheit einzuhalten. Langfristig soll der Auslauf nach oben verlegt werden.

## Freizeitaktivitäten
Seit März 2001 wurden die Zeltplätze und Freizeiteinrichtungen des Stausees vom Wondai Shire Council verwaltet. Seit Local Government Areas in Queensland zusammengelegt wurden, ist das South Burnett Regional Council dafür zuständig. Besucherhütten, Camping- und Wohnwagenplätze gibt es am See. Für Tagesausflügler sind auch verschiedene Picknickplätze vorhanden. Besonders das Angeln, das Segeln, das Schwimmen und das Wasserskilaufen sind am Lake Boondooma beliebt.

### Sportfischerei
In den Stausee wurden Dorschbarsche, Tigerfische und Barramundi eingesetzt, wogegen der Tauwels (Tandanus tandanus) und der Australische Süßwasserhering (Nematalosa erebi) dort natürlich vorkommen. Zum Fischen benötigt man eine besondere Erlaubnis (Stocked Impoundment Permit). In den Jahren 1993 und 1994 wurden mehr als 60.000 Barramundi in den Stausee eingesetzt, weil man dachte, dies sei der südlichste Punkt, an dem diese Spezies überleben könnte. Bisher wurde nur eine geringe Zahl gefangen; mehr Erfolg hatte man in Seen, die auf ähnlichen Breitengraden, aber näher an der Küste liegen.

### Sportbootfahren
Der Stausee hat zwei Slipways für Boote und man benötigt keine besondere Erlaubnis zum Sportbootfahren auf dem Lake Boondooma. Es gibt keine zeitlichen Begrenzungen für die Freizeitkapitäne, aber eine Zone vor der Staumauer ist aus Sicherheitsgründen für Boote gesperrt.

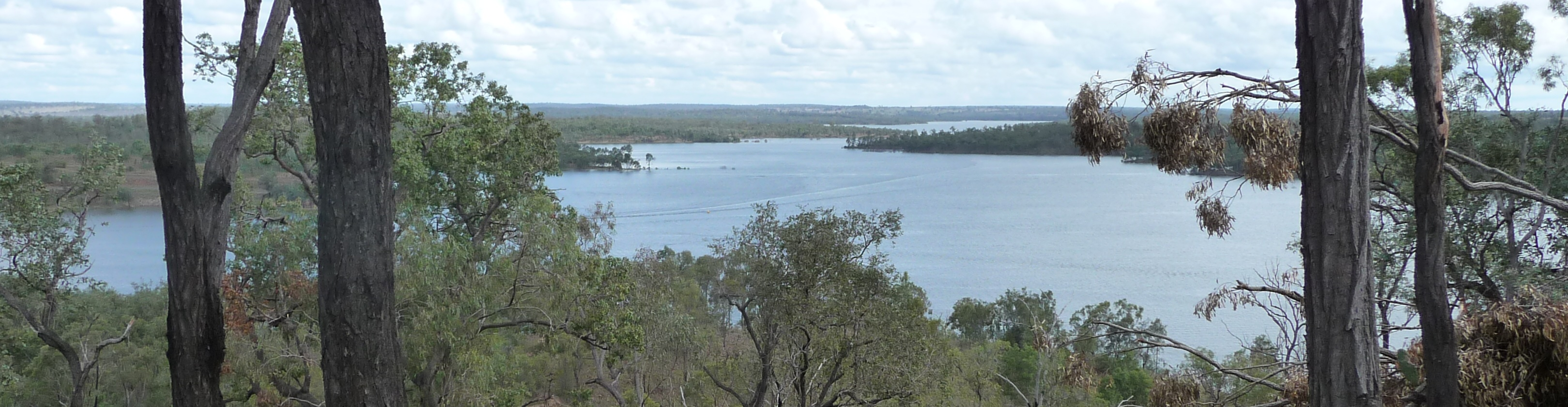
Blick über den Lake Boondooma